# Kota Padang (Kisam Tinggi)
Kota Padang is een bestuurslaag in het regentschap Ogan Komering Ulu Selatan van de provincie Zuid-Sumatra, Indonesië. Kota Padang telt 827 inwoners (volkstelling 2010).